# Зарічненська сільська рада (Високопільський район)
Зарі́чненська сільська́ ра́да — адміністративно-територіальна одиниця та орган місцевого самоврядування в Високопільському районі Херсонської області. Адміністративний центр — село Зарічне.

## Загальні відомості
- Територія ради: 42,137 км²
- Населення ради: 808 осіб (станом на 2001 рік)
- Територією ради протікає річка Інгулець

## Населені пункти
Сільській раді були підпорядковані населені пункти:
- с. Зарічне
- с. Благодатне
- с. Мар'їне

## Склад ради
Рада складалася з 14 депутатів та голови.
- Голова ради: Яковлєв Анатолій Ярославович
- Секретар ради: Ковальницька Ольга Іванівна

### Керівний склад попередніх скликань
| Прізвище, ім'я, по батькові  | Основні відомості                                                               | Дата обрання | Дата звільнення |
| ---------------------------- | ------------------------------------------------------------------------------- | ------------ | --------------- |
| Яковлєв Анатолій Ярославович | Сільський голова, 1957 року народження, освіта середня спеціальна, безпартійний | 26.03.2006   | 31.10.2010      |
| Яковлєв Анатолій Ярославович | Сільський голова, 1957 року народження, освіта середня спеціальна, безпартійний | 31.10.2010   |                 |

Примітка: таблиця складена за даними сайту Верховної Ради України

### Депутати
За результатами місцевих виборів 2010 року депутатами ради стали:

#### За суб'єктами висування
| Суб'єкт висування                                       | Кількість обраних депутатів | %    |
| ------------------------------------------------------- | --------------------------- | ---- |
| Партія регіонів                                         | 7                           | 50   |
| Політична партія Всеукраїнське об'єднання «Батьківщина» | 4                           | 28,6 |
| Народна партія                                          | 1                           | 7,1  |
| Самовисування                                           | 1                           | 7,1  |
| Українська Народна Партія                               | 1                           | 7,1  |

#### За округами
| № округу                                                | Прізвище, ім'я, по батькові        | Дата визнання обраним | Освіта  | Партійна приналежність                        | Відомості про обраного депутата                            |
| ------------------------------------------------------- | ---------------------------------- | --------------------- | ------- | --------------------------------------------- | ---------------------------------------------------------- |
| Народна Партія                                          |                                    |                       |         |                                               |                                                            |
| 1                                                       | Мелетенко Катерина Іванівна        | 01.11.2010            | вища    | позапартійна                                  | Зарічненська сільська рада, бухгалтер                      |
| Партія регіонів                                         |                                    |                       |         |                                               |                                                            |
| 3                                                       | Толстущенко Марина Олександрівна   | 01.11.2010            | вища    | член Партії регіонів                          | тимчасово не працює                                        |
| 5                                                       | Гончаренко Інна Миколаївна         | 01.11.2010            | вища    | член Партії регіонів                          | Зарічненська загальноосвітня школа, вчитель                |
| 6                                                       | Слив'юк Інна Євгеніївна            | 01.11.2010            | вища    | позапартійна                                  | Зарічненське відділення зв'язку, начальник                 |
| 9                                                       | Толстущенко Світлана Володимирівна | 01.11.2010            | середня | член Партії регіонів                          | тимчасово не працює                                        |
| 10                                                      | Мартенс Валентина Іванівна         | 01.11.2010            | середня | член Партії регіонів                          | тимчасово не працює                                        |
| 13                                                      | Шеіна Ольга Іванівна               | 01.11.2010            | вища    | член Партії регіонів                          | Мирянська крамниця, продавець                              |
| 14                                                      | Ковальницька Ольга Іванівна        | 01.11.2010            | середня | член Партії регіонів                          | Зарічненська сільська рада, секретар                       |
| Політична партія Всеукраїнське об'єднання «Батьківщина» |                                    |                       |         |                                               |                                                            |
| 2                                                       | Леоненкова Лариса Георгіївна       | 01.11.2010            | середня | член Всеукраїнського об'єднання «Батьківщина» | Зарічненський Будинок культури, директор                   |
| 7                                                       | Рудун Олег Георгійович             | 01.11.2010            | середня | член Всеукраїнського об'єднання «Батьківщина» | Асоціація фермерських господарств «Ольвія», тракторист     |
| 8                                                       | Сіренко Сергій Миколайович         | 01.11.2010            | середня | член Всеукраїнського об'єднання «Батьківщина» | Асоціація фермерських господарств «Ольвія», електрозварник |
| 12                                                      | Корнієнко Любов Олександрівна      | 01.11.2010            | середня | член Всеукраїнського об'єднання «Батьківщина» | тимчасово не працює                                        |
| Українська Народна Партія                               |                                    |                       |         |                                               |                                                            |
| 11                                                      | Вакуленко Анжела Анатоліївна       | 01.11.2010            | вища    | член Української Народної Партії              | Зарічненська загальноосвітня школа, технічний працівник    |
| Самовисування                                           |                                    |                       |         |                                               |                                                            |
| 4                                                       | Балабуха Світлана Олександрівна    | 01.11.2010            | вища    | позапартійна                                  | Зарічненська загальноосвітня школа, директор               |

## Населення
Згідно з переписом УРСР 1989 року чисельність наявного населення сільської ради становила 808 осіб, з яких 376 чоловіків та 432 жінки.
За переписом населення України 2001 року в сільській раді мешкало 807 осіб.

### Мова
Розподіл населення за рідною мовою за даними перепису 2001 року:
| Мова       | Відсоток |
| ---------- | -------- |
| українська | 95,17 %  |
| російська  | 3,47 %   |
| молдовська | 0,87 %   |
| вірменська | 0,37 %   |
| білоруська | 0,12 %   |